# Phyllanthus aoraiensis
Phyllanthus aoraiensis är en emblikaväxtart som beskrevs av Jean Nadeaud. Phyllanthus aoraiensis ingår i släktet Phyllanthus och familjen emblikaväxter. Inga underarter finns listade i Catalogue of Life.